# Scaptomyza robusta
Scaptomyza robusta är en tvåvingeart som beskrevs av Hardy 1965. Scaptomyza robusta ingår i släktet Scaptomyza och familjen daggflugor. Inga underarter finns listade i Catalogue of Life.